# Petrykozy (powiat grodziski)
Petrykozy – wieś w Polsce położona w województwie mazowieckim, w powiecie grodziskim, w gminie Żabia Wola.
W skład sołectwa Petrykozy wchodzi także wieś Redlanka.
W drugiej połowie XVI wieku wieś szlachecka Potrzikozy położona była w powiecie tarczyńskim ziemi warszawskiej województwa mazowieckiego. W latach 1975–1998 miejscowość należała administracyjnie do województwa skierniewickiego.

## Zabytki
- Dwór z pierwszej połowy XIX wieku, murowany, klasycystyczny, położony w parku znajduje się we wsi. Po II wojnie światowej opuszczony i zdewastowany, odbudowany staraniem Wojciecha Siemiona. Aktor założył tam prywatną Galerię Sztuki Ludowej, która funkcjonowała do jego tragicznej śmierci w roku 2010. Odbywały się tam cykliczne spotkania, poświęcone m.in. poezji. W 2013 roku dworek został zniszczony przez pożar, a jego odbudowa rozpoczęła się w 2018 roku[8] dzięki dotacji uzyskanej od Wojewódzkiego Konserwatora Zabytków w Warszawie[9].

- Obok dworu znajduje się miniskansen, w którym znajdują się m.in. dwa wiatraki-koźlaki oraz kilka budynków drewnianych, przeniesionych z okolicznych miejscowości oraz kamienny krąg. Skansen do 2013 roku działał w ramach Prywatnego Muzeum w Petrykozach. Od czasu zamknięcia muzeum z powodu pożaru, skansen popadł w ruinę[10][11].